# 融殼蟲屬
融殻蟲屬（學名：Combinivalvula）為生活於寒武紀時期的原始節肢動物，分類地位尚待釐清。背甲長1.5至3.5公分不等。發現於中國雲南的昆明附近，正模標本收藏於南京地質古生物研究所（編號NIGP 100156），化石於黑林舖組（原筇竹寺組）玉案山段地層出土，大約相當於寒武紀早期的第二世下段（「筇竹寺階」），也就是澄江生物群的年代。

## 註解
1. ↑  包含正模標本在內，於1987年首次被發表的融殻蟲屬化石共有八具（NIGP 100156 至 100163），詳細請見南京地質古生物研究所官方網站上的記錄。